# Jiří Šejnoha
Jiří Šejnoha (2. srpna 1939, Nová Paka – 20. června 2023, Zlatá Olešnice) byl český stavební inženýr, vědec v oboru inženýrské mechaniky a univerzitní profesor na Českém vysokém učení technickém v Praze (ČVUT). Profesor Šejnoha byl odborníkem v oboru nelineární a výpočetní mechaniky kontinua, mechaniky kompozitních materiálů a spolehlivosti inženýrských konstrukcí. Dvanáct let vedl Katedru mechaniky na Fakultě stavební a čtyři roky zastával funkci prorektora pro výstavbu ČVUT. Sedm let řídil Centrum integrovaného navrhování progresivních stavebních konstrukcí CIDEAS.

## Život
Jiří Šejnoha se narodil 2. srpna 1939 v Nové Pace. Ve stejném městě navštěvoval jedenáctiletou střední školu, kterou ukončil maturitou v roce 1956. Při střední škole si přivydělával na stavbách, což ho přivedlo k rozhodnutí studovat na Fakultě architektury a pozemního stavitelství na ČVUT v Praze, kde v roce 1961 získal inženýrský titul (na Fakultě stavební, která vznikla po rozdělení původní fakulty na dvě části). Odbornou praxi získal jako statik v Pozemních stavbách Praha a Pražském projektovém ústavu, kde se podílel například na návrhu jednadvacetipodlažních panelových domů založených na čtyřpodlažním monolitickém podnoží. Z těchto zkušeností těžil i po svém návratu na Fakultu stavební, kde zůstal v kontaktu s praxí díky mnohým projektům a expertízám až do konce své kariéry.
V roce 1964 Jiří Šejnoha nastoupil na Katedru stavební mechaniky Fakulty stavební ČVUT. V roce 1968 obhájil kandidátskou disertační práci na téma Vyšetřování účinku vodorovného zatížení na novodobé konstrukční systémy výškových budov pod vedením Vladimíra Kolouška. Jako odborný asistent se pod vedením zkušených statiků zapojil do prací na tehdy projektovaných budovách stavební fakulty v Praze – Dejvicích a získal přitom další cenné praktické zkušenosti a podněty pro profesní růst. V roce 1974 se habilitoval, v roce 1981 obhájil doktorskou disertační práci na téma Analýza konstrukcí výškových budov a v roce 1984 se stal profesorem. V roce 2021 byl jmenován emeritním profesorem v oboru Teorie stavebních konstrukcí a materiálů. Během své akademické kariéry sloužil jako školitel nejméně jedenácti aspirantů, doktorandek a doktorandů, kterým poskytoval nejen vědecké vedení, ale i osobní podporu.
V období 1987–1999 působil jako vedoucí Katedry stavební mechaniky na Fakultě stavební ČVUT. Po Sametové revoluci, v roce 1989, se stal prvním předsedou Akademického senátu této fakulty. V letech 1997–2000 byl prorektorem pro výstavbu pro ČVUT. V letech 2005–2011 působil jako vedoucí Centra integrovaného navrhování progresivních konstrukcí CIDEAS, které spojovalo kolem dvou set výzkumných pracovníků ze tří stavebních fakult v České republice (Praha, Brno a Ostrava) a z podnikového výzkumu ve velkých i středních stavebních společnostech.
Jiří Šejnoha zemřel 20. června 2023, během letního pobytu na chalupě ve Zlaté Olešnici. O jeho odkazu svědčí, mimo jiné, odpovědi jeho spolupracovnic a spolupracovníků v anonymní anketě při příležitosti 75. narozenin, kteří opakovaně zmiňují jeho velkorysost, pedagogický talent, organizační schopnosti a vliv na jejich profesní rozvoj a kariéru. Pomyslný štafetový kolík bádání po něm převzal jeho syn Michal Šejnoha, též profesor na ČVUT v Praze.

## Dílo
Jiří Šejnoha vždy důsledně propojoval své učitelské, vědecké a inženýrské povolání.

### Pedagogická činnost
Prof. Šejnoha řadu let přednášel na bakalářském a magisterském studiu, zejména předmět Pružnost a pevnost, na doktorském studiu pak předměty Přetváření a porušování materiálů a Teorie spolehlivosti konstrukcí. Na všech úrovních studia jeho přednášky vynikaly jasným a srozumitelným výkladem; vždy přednášel zpaměti a k zaujetí posluchačů mu stačila jen tabule a křída. Podílel se na tvorbě řady vysokoškolských učebnic a skript:
- SERVÍT, Radim; DRAHOŇOVSKÝ, Zbyněk; ŠEJNOHA, Jiří a KUFNER, Václav. Teorie pružnosti a plasticity II. Praha: Státní nakladatelství technické literatury, 1984. 421 s. Záznam v Souborném katalogu České republiky.
- ŠEJNOHA, Jiří a BITTNAROVÁ, Jitka. Pružnost, pevnost, plasticita I. Praha: Vydavatelství ČVUT, 1984. 158 s. Záznam v Souborném katalogu České republiky.
- ŠEJNOHA, Jiří a BITTNAROVÁ, Jitka. Pružnost, pevnost, plasticita II. Praha: Vydavatelství ČVUT, 1989. 201 s. ISBN 80-01-00139-3.
- ŠEJNOHA, Jiří a KUFNER, Václav. Pružnost, pevnost, plasticita III. Praha: Vydavatelství ČVUT, 1990. 149 s. ISBN 80-01-00365-5.

### Výzkumná činnost
Jiří Šejnoha byl uznávaný odborník v oborech nelineární a výpočetní mechaniky materiálů a konstrukcí, mechaniky heterogenních materiálů a spolehlivosti konstrukcí a patřil k prvním průkopníkům využití metody konečných prvků pro řešení inženýrských úloh. Přednášel na zahraničních univerzitách, například RTWH Aachen, University of Wisconsin-Madison, University of Southern Denmark v Odense nebo Rensselaer Polytechnic Institute v Troy. Své výsledky shrnul v sedmi výzkumných monografiích, z nichž následující vyšly v zahraničních nakladatelstvích:
- JENDELE, Milan a ŠEJNOHA, Jiří. Výškové stavby s tuhými jádry a výztužnými stěnami. Praha: Státní nakladatelství technické literatury, 1976. 322 s. Záznam v Souborném katalogu České republiky.
- BITTNAR, Zdeněk a ŠEJNOHA, Jiří. Numerické metody mechaniky 1. Praha: Vydavatelství ČVUT, 1992. 309 s. ISBN 80-01-00855-X. Dostupné online. Archivováno 12. 5. 2024 na Wayback Machine.
- BITTNAR, Zdeněk a ŠEJNOHA, Jiří. Numerické metody mechaniky 2. Praha: Vydavatelství ČVUT, 1992. 261 s. ISBN 80-01-00901-7. Dostupné online. Archivováno 12. 5. 2024 na Wayback Machine.

Konkrétně první monografie vyšla též v ruské verzi, druhá a třetí práce byly, se zásadním přispěním tehdejších aspirantů Petra Krysla a Milana Jiráska, přeloženy do angličtiny a společně vydány nakladatelstvími ASCE Press a Thomas Telford.

### Projekční a konzultační činnost
Inženýrské aktivity profesora Šejnohy zahrnovaly jak projektování a expertní konzultace a posudky, tak i zedničení. K ověření složitých výpočtů mnohdy nepotřeboval výpočetní programy; stačil mu papír, tužka, kalkulačka a hlavně inženýrský cit. Vytvořil původní metodiku navrhování stěnových systémů panelových budov, podílel se na vypracování prognózy sedání jaderné elektrárny Jaslovské Bohunice a prognózy vývoje trhlin v ochranné obálce jaderné elektrárny Temelín. Vedl tým, který provedl podrobný výpočet stavu napětí a porušení konstrukce Karlova mostu v Praze, jenž se stal jedním z klíčových podkladů pro následnou rekonstrukci mostu. Ve vlastním počítačovém modelu byla zohledněna heterogenita konstrukce, postupný způsob její výstavby a vnější vlivy jako proměnlivá teplota, povodeň nebo náraz ledové kry.

## Ocenění
- Medaile Ministerstva školství, mládeže a tělovýchovy (1999)[10]
- Medaile prof. F. J. Gerstnera (2004) za zásluhy o rozvoj fakulty a za obětavou a příkladnou činnost ve prospěch Fakulty dopravní ČVUT[17]
- Cena rektora ČVUT za aplikaci výsledků výzkumné práce v praxi I. stupně (2008) za příspěvek k rekonstrukci Karlova mostu v Praze[18]
- Medaile prof. Bažanta (2008) za vědeckou, výzkumnou, vývojovou, uměleckou a tvůrčí činnost na Fakultě stavební ČVUT[19]
- Řádný člen Inženýrské akademie České republiky (2008)[20]
- Medaile ČVUT I. stupně (2014) za významné zásluhy o rozvoj ČVUT v oblasti vědeckovýzkumné, umělecké, pedagogické nebo organizační[21]
- Medaile prof. Rektoryse (2019) za pedagogickou činnost na Fakultě stavební ČVUT[22]
- Čestný člen České komory autorizovaných inženýrů a techniků činných ve výstavbě (2019)[23]